# San Antonio Stars 2014
La stagione 2014 delle San Antonio Stars fu la 18ª nella WNBA per la franchigia.
Le San Antonio Stars arrivarono terze nella Western Conference con un record di 16-18. Nei play-off persero la semifinale di conference con le Minnesota Lynx (2-0).

## Roster
| N° | Naz.                                 | Ruolo | Sportivo          | Anno | Alt. | Peso |
| -- | ------------------------------------ | ----- | ----------------- | ---- | ---- | ---- |
| 0  | Stati Uniti (bandiera)               | G     | Davellyn Whyte    | 1991 | 180  | 72   |
| 7  | Stati Uniti (bandiera)               | G     | Jia Perkins       | 1982 | 173  | 70   |
| 11 | Stati Uniti (bandiera)               | G     | Heather Butler    | 1991 | 165  | 58   |
| 13 | Stati Uniti (bandiera)               | G     | Danielle Robinson | 1989 | 175  | 57   |
| 20 | Stati Uniti (bandiera)               | A     | Shameka Christon  | 1982 | 185  | 77   |
| 21 | Stati Uniti (bandiera)               | GA    | Kayla McBride     | 1992 | 180  | 79   |
| 23 | Stati Uniti (bandiera)               | AC    | Danielle Adams    | 1989 | 185  | 108  |
| 25 | Stati Uniti (bandiera)               | G     | Becky Hammon      | 1977 | 168  | 62   |
| 32 | Stati Uniti (bandiera)               | C     | Jayne Appel       | 1988 | 193  | 95   |
| 33 | Saint Vincent e Grenadine (bandiera) | A     | Sophia Young      | 1983 | 185  | 75   |
| 40 | Canada (bandiera)                    | C     | Kayla Alexander   | 1991 | 193  | 88   |
| 42 | Stati Uniti (bandiera)               | G     | Shenise Johnson   | 1990 | 180  | 74   |
| 45 | Spagna (bandiera)                    | C     | Astou Ndour       | 1994 | 198  | 68   |

## Staff tecnico
- Allenatore: Dan Hughes
- Vice-allenatori: Vickie Johnson, James Wade
- Preparatore atletico: Tonya Holley